# عواء مارانهاو أحمر اليد
عواء مارانهاو أحمر اليد (الاسم العلمي:Alouatta ululata) (بالإنجليزية: Maranhão red-handed howler)‏ هو نوع من الحيوانات يتبع جنس سعدان العواء من فصيلة السعادين عنكبوتية.